# Александър Барченко
Александър Василиевич Барченко (1881, Елец – 25 април 1938, Москва) – съветски окултист, писател, изследовател на телепатията, хипнотизатор. Проведена изследователска работа в рамките на специален отдел на ОГПУ (предшественик на НКВД). След като е обвинен в контрареволюционна дейност и шпионаж, той е разстрелян и реабилитиран през 1956 г.

## Биография
Бащата на Барченко е нотариус на окръжния съд, майка му идва от род на духовници. Според Барченко от младостта си той се отличава със „склонност към мистицизма и всичко мистериозно“.
През 1898 г. завършва гимназията в Санкт Петербург, след което се опитва да получи висше образование, посещава лекции в медицинския факултет в Казан, след това в Юриевския (Дерптски) университет. Поради липса на средства образованието му остава незавършено.

## Пътуване и литературна дейност
През 1905 – 1909 г. А. В. Барченко, в търсене на своето призвание и за да спечели пари, пътува „като турист, работник и моряк“, по думите му, в „по-голямата част от Русия и някои места в чужбина“, посещава и Индия. През същия период Барченко се интересува от езотериката.
През 1909 – 1911 г. той се занимава с „гадаене“ и дава частни консултации в Боровичи, Новгородска губерния (с разрешение на местната полиция).
От 1911 г. под псевдонимите А. Нарвски, А. Елецки пише научнопопулярни статии и репортажи за списанията „Светът на приключенията“, „Живот за всеки“, „Руски странник“, „Природа и хора“, „Историческо списание“. През 1913 г. той публикува романа „Доктор Блек“, година по-късно – романа „Извън тъмнината“ (преиздаден през 1991 г.) и сборника с разкази „Вълни на живота“ (с негови собствени илюстрации).

## Изследователска дейност
След Октомврийската революция Барченко е поканен да работи в института „Бехтерев“. Служителите по сигурността се заинтересуват от изследванията на Барченко, след което започва активна работа в специален специален отдел на ОГПУ под ръководството на Г. И. Бокий.
От август до ноември 1922 г. Барченко ръководи етнографска експедиция до центъра на Колския полуостров, в района на Ловозеро и Сейдозеро, където живеят саамите (от т.нар. „Руска Лапландия“). Една от целите на тази експедиция е да се проучи феноменът на „измерването“, подобно на масовата хипноза, широко разпространено сред саамите и други народи от Далечния север; също по време на експедицията Барченко обявява откриването на някои древни каменни паметници, за които се твърди, че са присъщи на саамската цивилизация. Резултатите от експедицията са представени от астронома Александър Кондяин в доклада „В страната на приказките и магьосниците“ от 29 ноември 1922 г. в Петроград на заседание на географската секция на Обществото за световни изследвания и в статията на Барченко в „Червена газета“ от 19 февруари 1923 г. и след доклад в Института за мозъка и за извършените изследвания, с решение на Главното научно управление от 27 октомври 1923 г. Барченко е назначен като научен сътрудник. Твърди се, че Барченко уж е намерил „участък от големия римски път“ на Колския полуостров и е предоставил негова снимка на ОГПУ, но негативът на снимката се счита за изгубен. По-късно Михаил Вечеслов настоява, че снимката на Барченко е фалшива. През лятото на 1923 г. Арнолд Колбановски организира независима експедиция в района на Ловозеро, след което заявява, че заключенията на Барченко са неверни.

## Организация на езотеричното общество (1923)
През 1923 г. Барченко организира езотеричното общество „Обединено трудово братство“, което включва А. А. Захаров, съпругата на П. Д. Успенски София Григориевна, Г. И. Бокий и др. Тази страница от неговата биография е отразена в романа на Д. Биков „Остромов, или чиракът на магьосника“ (2010).
Още от обучението си в Юриевския университет и запознаването си с трудовете на Сен-Ив д'Алвейдр Барченко се интересува от Шамбала като своеобразен център на древна култура и наука, съществуващи в планините на Тибет. В рамките на специалния отдел той се подготвя за експедиция за търсене на Шамбала, за да се възползва от наследството на „тайната наука“ и да укрепи позициите на СССР в Азия, но експедицията не се състои поради враждебност между отдела за външно разузнаване и ръководството на ОГПУ. Според една друга версия на Георгий Чичерин, вместо Барченко, става дума за тибетската експедиция на художника Николай Рьорих, за който се твърди, че е свързан с ОГПУ (според авторите, които са били в движението на Рьорих, Рьорих не е бил свързан с ОГПУ).

## Арест и екзекуция
Барченко е арестуван на 22 май 1937 г. по обвинения в създаването на масонската контрареволюционна терористична организация „Обединено трудово братство“ и шпионаж в полза на Англия (клаузи 6, 8 и 11 от член 58 от Наказателния кодекс на РСФСР).
Заедно с Барченко са арестувани много негови колеги, сред които Глеб Бокий и астрономът Александър Кондяин. Според Антон Первушин обвинението срещу Бокий, Барченко и много други е скалъпено от НКВД и звучи по следния начин – всички те са работили за определен религиозно-политически център „Шамбала-Дунхор“ в Британска Индия, който се е опитал да ги използва за влияние по отношение на висшето съветско ръководство, така че то да провежда външна политика, изгодна за Великобритания.
На 25 април 1938 г. Военната колегия на Върховния съд на СССР признава Барченко за виновен и го осъжда на смърт чрез разстрел. Присъдата е изпълнена същия ден. На 3 ноември 1956 г. Александър Василиевич Барченко е реабилитиран посмъртно от Военната колегия на Върховния съд на СССР.

### Приживе издадени (избрани)
- статия „Передача мыслей на разстояніе“ в „Природа и люди“, 1911, № 3
- роман „Из мрака“ (1914)
- сборник раскази „Волны жизни“ със собствени илюстрации (1914)
- повест „Океан-кормилец“ (1918, второе издание)
- „Введение в методику экспериментальных воздействий энергополя“ (конфискувано от НКВД)[18]

### Посмъртни издания
- Барченко, А. В. Из мрака.   Москва, Современник, 1991. ISBN 5-270-01374-6. с. 537.